# Cyonasua
Cyonasua is een geslacht van uitgestorven roofdieren uit de familie van de kleine beren (Procyonidae). Deze dieren leefde van het Mioceen tot Pleistoceen in Zuid-Amerika.

## Soorten
Florentino Ameghino beschreef in 1885 Cyonasua argentina als eerste soort uit het geslacht. Inmiddels worden tien soorten onderscheiden met verder C. brevirostris, C. longirostris, C. pascuali, C. groeberi, C. lutaria, C. clausa, C. robusta en C. meranii.

## Fossiel voorkomen
De meeste fossiele vondsten van Cyonasua zijn gedaan in Argentinië. In de provincies Buenos Aires, Catamarca, Córdoba, Entre Ríos, Jujuy, La Pampa en Mendoza zijn fossielen gevonden. De oudste fossielen zijn van C. pascuali. Deze vondsten dateren uit het Huayquerian in het Laat-Mioceen en zijn ruim 7 miljoen jaar oud. De recentste fossielen behoren toe aan C. meranii en dateren uit het SALMA Ensenadan in het Vroeg-Pleistoceen, circa 1 miljoen jaar geleden.
Daarnaast werd in 2014 een fossiel beschreven uit Venezuela, dat dateert uit het Plioceen. Bij Urumaco aan de Golf van Venezuela werd in de San Gregorio-formatie, circa 3,5 miljoen jaar geleden afgezet in een draslandgebied, een gedeeltelijke onderkaak gevonden. Deze vondst wijst er op dat Cyonasua een groot verspreidingsgebied had, net als de rode neusbeer en krabbenetende wasbeer tegenwoordig in Zuid-Amerika.
In 2019-2020 werden fossiele vondsten in Uruguay, de Pisco-formatie in Peru en Bolivia uit het Laat-Mioceen beschreven. Mogelijk verspreidde Cyonasua zich langs de droge Pacifische kust vanuit het noordwesten van Zuid-Amerika zuidwaarts.

## Ontwikkeling
Cyonasua is de oudst bekende vertegenwoordiger van de Carnivora in Zuid-Amerika. Dit dier vertoont overeenkomsten van kleine beren uit het Mioceen van de Verenigde Staten. De kleine beren bereikten Zuid-Amerika, destijds nog geïsoleerd van de andere continenten, in het Mioceen via vermoedelijk de ontwikkelende landengte van Panama. De komst van de kleine beren en de ontwikkeling van Cyonasua ging vooraf aan de Great American Biotic Interchange vanaf het Plioceen, waarbij uitwisseling plaatsvond van diverse zoogdiergroepen tussen Noord- en Zuid-Amerika. In het Plioceen leefde Cyonasua samen met de verwante Chapalmalania, die het formaat van een beer had.
Na het uitsterven van Cyonasua in het Vroeg-Pleistoceen duurde het tot de vierde migratiegolf van de Great American Biotic Interchange voordat de kleine beren weer in Zuid-Amerika voorkwamen. De oudste Zuid-Amerikaanse fossielen van wasberen en neusberen dateren uit het SALMA Lujanian (0,8–0,011 miljoen jaar geleden).

## Kenmerken
Soorten uit dit geslacht waren grote kleine beren met het formaat van een hedendaagse prairiewolf. Het gewicht wordt geschat op 12 tot 28 kilogram. Bij C. brevirostris uit Argentinië was de schedel 19 centimeter lang en de kop-romplengte bedroeg 50 centimeter. Wat betreft de manier van voortbewegen vertoont het skelet de meeste overeenkomsten met die van de rode neusbeer en krabbenetende wasbeer. Cyonasua leefde op de grond en kon ook klimmen en graven. De voorpoten waren robuust en relatief kort. In vergelijking met de verwante Chapalmalania had Cyonasua een relatief lange schedel en tanden die waren aangepast voor scheuren van vlees. Het gebit vertoont overeenkomsten met dat van katfretten en het wijst er op dat Cyonasua meer een carnivoor was als de meeste kleine beren. Kleine en middelgrote gewervelden waren de vermoedelijke prooidieren. Cyonasua concurreerde zo mogelijk in het Huayquerian met de laatste kleine sparassodonten als Stylocinus uit de Prothylacininae, de buideldierachtige roofdieren van Zuid-Amerika. Er was weinig overlap in ecologische rol tussen Cyonasua en de grotere sparassodonten zoals Borhyaena of Thylacosmilus.